# Metro AG

Logo der Großhandelsmärkte in Deutschland

Die Metro AG ist ein deutscher Konzern von Großhandelsunternehmen mit Hauptsitz in Düsseldorf. Er betreibt 624 Märkte in über 30 Ländern, über 100 davon in Deutschland.
Die heutige Metro entstand 2017 durch die Ausgliederung der Handelsketten Metro Cash & Carry und Real aus der alten Metro in die Metro Wholesale & Food Specialist AG, die sich später selbst in Metro umbenannte. Der alte Metro-Unternehmensmantel, bei dem die Handelsketten MediaMarktSaturn verblieben, benannte sich danach in Ceconomy um. Die neue Metro verkaufte 2020 die Real-Handelskette, sodass nur noch die Metro-Cash-&-Carry-Märkte im Unternehmen verblieben sind.

## Geschichte

### Gründung und Expansion

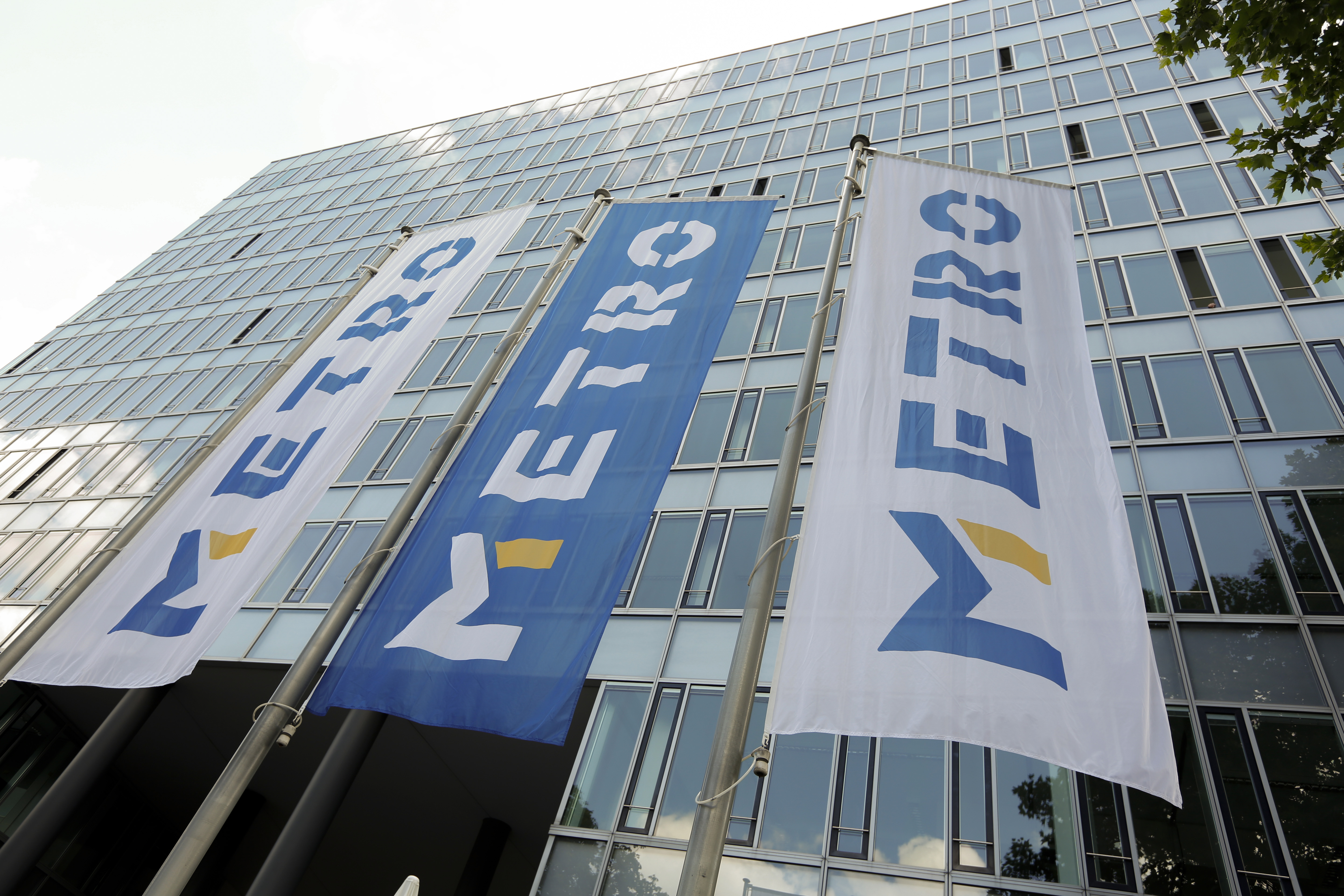
Metro AG, Schlüterstraße 1, Düsseldorf

Die Geschichte der Metro begann am 8. November 1963 in Essen-Vogelheim mit der Eröffnung des ersten SB-Großmarktes unter dem Namen Metro, der heute noch besteht. Der heute ebenfalls noch bestehende Markt in Mülheim an der Ruhr kam Ende 1964 als zweiter Standort hinzu. Gründungs-Gesellschafter für den ersten Markt in Essen waren zwei Lebensmittel-Großhändler, die Gebrüder Ernst Schmidt und Wilhelm Schmidt-Ruthenbeck, die in zweiter Generation die von ihrem Vater 1923 gegründete Firma Karl Schmidt OHG im Duisburger Innenhafen erfolgreich betrieben und über 500 SPAR-Lebensmittel-Einzelhändler belieferten. Ideengeber war im Wesentlichen Wilhelm Schmidt-Ruthenbeck. Den Namen „Metro“ hat er wahrscheinlich von dem Begriff „Metropole“ abgeleitet. Er ließ die Namensrechte für „Metro“ frühzeitig schützen (auch nach Abstimmung mit dem damaligen Hollywoodriesen „Metro-Goldwyn-Mayer“), was seinerzeit ohne Vergütung möglich war.
Der Vertriebstyp Selbstbedienungs-Großhandel (Cash-and-Carry-Markt) kam Ende der 1950er und Anfang der 1960er Jahre aus den USA nach Deutschland. Insbesondere durch die Ratio-Märkte der Firma Terfloth & Snoek in Münster und Bochum sowie die Märkte der Firma Handelshof in Haan, Köln und Mönchengladbach.
Planung und Eröffnung des ersten SB-Großmarktes unter der Firmierung Metro in Essen verantwortete Walter Vieth, der von 1963 bis 1970 dort Geschäftsführer war.
1964, ein Jahr nach Eröffnung des ersten Metro-Marktes in Essen, plante die Firma Stöcker & Reinshagen (Inhaberfamilie Schell) in der Nachbarstadt Mülheim/Ruhr am Heifeskamp ebenfalls einen Cash-and-Carry-Markt. Während der Bauphase lernten sich die Kaufleute Schmidt-Ruthenbeck, Schmidt und Schell kennen und beschlossen, ihre C&C-Aktivitäten zusammenzulegen. So gründeten sie die Metro-SB-Großmärkte GmbH & Co. KG mit Sitz in Mülheim, später in Düsseldorf. Alleinverantwortlicher Geschäftsführer wurde Otto Beisheim, bis 1964 Prokurist der Firma Stöcker & Reinshagen (Großhandel mit Elektro- und Hausgeräten).
1966 kam als dritter Metro-Markt ein Haus in West-Berlin hinzu. Ebenfalls 1966 lernte Otto Beisheim durch Zufall Friedrich Wilhelm Lenz, den Vorsitzenden der Geschäftsführung des Unternehmens Franz Haniel & Cie. GmbH in Duisburg, im Flugzeug von Berlin nach Düsseldorf kennen und konnte ihm von den erfolgreichen Metro-Aktivitäten berichten. Haniel suchte zu dieser Zeit nach dem Verkauf einer Tankstellen-Kette („Rheinpreußen“) neue Anlage-Möglichkeiten. Die angesehenen Unternehmerfamilien des Ruhrgebiets, Haniel und Schmidt-Ruthenbeck, kannten und vertrauten einander aus Gründen privater und geschäftlicher Beziehungen. Vor diesem Hintergrund gelang es Otto Beisheim mit großem Geschick, Haniel als Gesellschafter der Metro zu gewinnen und im Rahmen dieser Umgründung selbst zum Gesellschafter aufzusteigen. Die Anteile lagen ab diesem Zeitpunkt zu je rund einem Drittel bei der Gründerfamilie Schmidt-Ruthenbeck und den Gesellschaftern Beisheim und Haniel.
Unter der alleinigen Führung von Otto Beisheim begann 1967 mit der Eröffnung der Metro-Märkte in Godorf bei Köln, Hamburg, München und, nach einer Verbindung mit der niederländischen Firma SHV Holdings (Steenkolen Handels-Vereeniging) Utrecht, dem ersten C&C-Großmarkt (Firma: Makro) in den Niederlanden, sowie 1968 in Düsseldorf, eine rasche, sehr erfolgreiche Expansion der C&C Märkte in die Fläche Deutschlands und Europas.
Seit 1971 war Erwin Conradi Leiter der Metro, er revolutionierte das Marketing durch die Einführung von Postwurfsendungen und expandierte durch Marktöffnungen in den Niederlanden, Frankreich, Österreich und Dänemark (teils unter dem Namen Makro). Im Jahr 1980 übernahm die Metro 24,9 Prozent von Kaufhof, die Handelskette feierte im Jahr zuvor den 100. Geburtstag, im gleichen Jahr konnte das gesamte Warenwirtschaftssystem der einhundert Metro-Märkte in Westeuropa elektronisch betrieben werden. 1992 übernahm Metro die Asko Deutsche Kaufhaus AG, zu der unter anderem Adler, Praktiker, C+C Schaper, real-kauf sowie Möbel Unger gehörten. 1996 wurde zusammen mit der Jinjiang Group der erste Markt in Shanghai eröffnet.

### Verschmelzung mit Kaufhof
Im März 1996 wurde die Bildung der Metro als Verschmelzung der Metro-Cash-&-Carry-Märkte mit der Kaufhof Holding AG, der Deutsche SB-Kauf AG (aus der Insolvenzmasse der co op AG) und der Asko Deutsche Kaufhaus AG (entstanden aus der Allgemeine Saar Konsum, an denen eine Metro-Beteiligungsgesellschaft zuvor jeweils Anteile gehalten hatte) bekannt gegeben. Zum Konzern gehörten auch die Huma Einkaufszentren, die Sportfachmärkte Primus Sportwelt, die MHB Handel AG und der Büroartikel- und Schreibwarenhersteller Pelikan, sowie Media-Saturn, das Unterhaltungselektronikgeschäft von MediaMarkt und Saturn. Die Aktie der rückwirkend zum 1. Januar gegründeten Metro AG notierte erstmals am 22. Juli 1996 an der Frankfurter Wertpapierbörse und war bis 2012 Bestandteil des DAX.
1997 verkaufte die SHV Holdings ihre Beteiligung an den 86 europäischen Makro-Filialen an die Metro. SHV blieb jedoch Eigentümer der 103 Makro-Filialen in Südamerika (Argentinien, Brasilien, Kolumbien und Venezuela), sowie der 69 Märkte in Asien (Thailand, Indonesien, Pakistan, Philippinen und China).
1998 wurden zudem 94 Allkauf-SB-Warenhäuser übernommen, außerdem die Allkauf Touristik Vertriebs GmbH mit 160 Reisebüros, die von der Metro wieder veräußert wurden. Die Allkauf Franchise GmbH, zu der zirka 90 Fotofachgeschäfte gehörten, wurde im November 1998 an Nina’s Bildermarkt Sommer GmbH, Castrop-Rauxel verkauft (2001 Insolvenz).

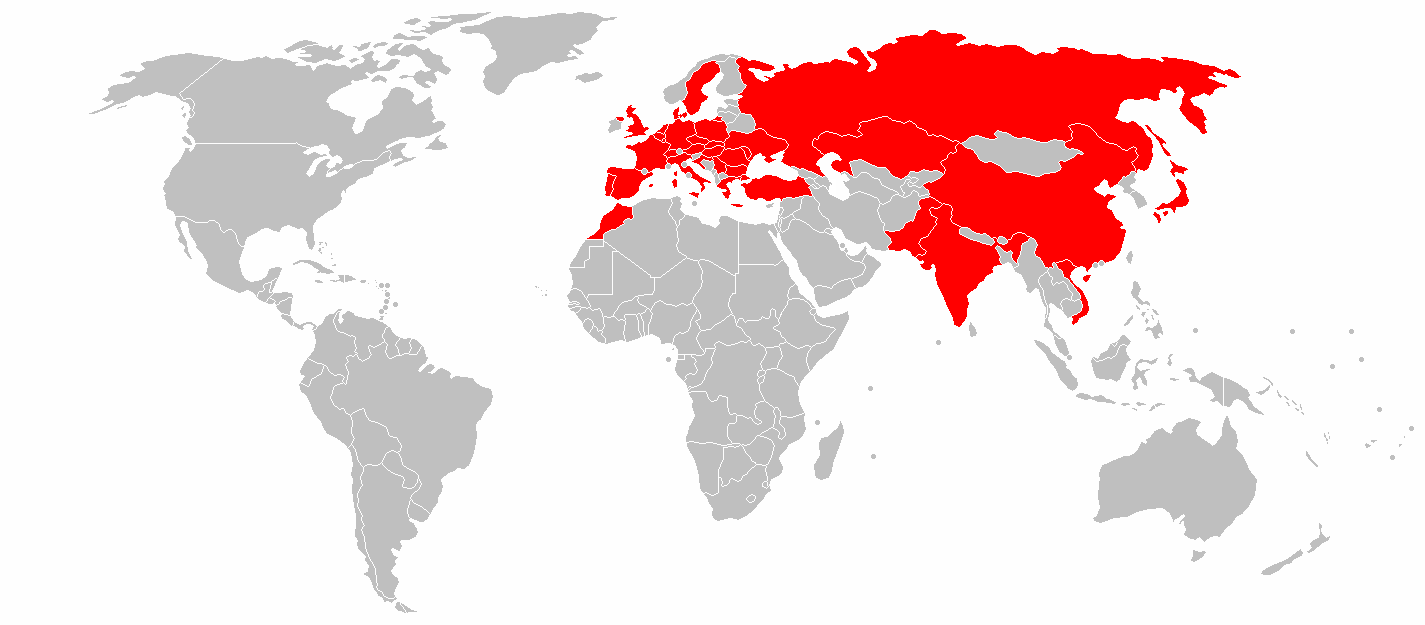
Standorte der Metro Group weltweit (Stand 2007)

1998 wurden die Computerhandelsunternehmen Vobis und Maxdata, die Adler Modemärkte und die Schuhhandelsgeschäfte von Reno, der Discounter Tip, Möbel Roller sowie unrentable Kaufhof-Filialen in das zusammen mit der Deutschen Bank und dem Gerling-Konzern gegründete Beteiligungsunternehmen Divaco eingebracht, um hierfür neue Käufer zu finden. Die Bilanzierungspraktiken des Vorstands der Gesellschaft waren insbesondere im Zusammenhang mit der bis 2003 bestehenden Beteiligung an der Divaco der heftigen Kritik des ehemaligen Managers und Musik-Mäzens Hannjörg Hereth ausgesetzt, der in einem aktienrechtlichen Anfechtungsprozess gegen die Wahl des langjährigen Abschlussprüfers Fasselt & Partner erfolgreich in die Berufung ging.

### Entwicklung ab 2000

Logo der Metro Group von 2002 bis 2010

Ab November 2002 nannte sich das Unternehmen „Metro Group“. Im Dezember 2003 trennte sich die Metro von ihrer Beteiligung an der Divaco KG und veräußerte ihre Anteile an den Alleinaktionär und Alleinvorstand Siegfried Kaske für einen Euro. 2004 kaufte Metro von Divaco die Adler Modemärkte wieder zurück. 2005 trennte sich Metro von der Baumarktkette Praktiker, die als eigenständiges Unternehmen an die Börse ging. Mit ihr wurden auch Top-Bau und die Baumärkte von Extra Bau+Hobby aus der Gruppe herausgelöst. Im Juli 2006 kaufte Metro die 85 deutschen Verkaufsniederlassungen des Wal-Mart-Konzerns, der damit sein verlustreiches Deutschland-Geschäft aufgab. Die Wal-Mart-Läden wurden zum großen Teil in die Real-Vertriebsmarke eingegliedert.
Im Juli 2008 wurde die Vertriebsmarke Extra (Verbrauchermarktaktivitäten mit etwa 250 Standorten und zirka 1,6 Mrd. Euro Umsatz) durch die Rewe-Gruppe übernommen. Die Extra-Märkte wurden in der zweiten Jahreshälfte 2008 auf das Rewe-Sortiment umgestellt. Die Franchisemarken Comet und Bolle, unter denen rund ein Fünftel der zirka 250 Märkte lief, wurden dagegen zunächst weitergeführt. Die Franchise-Zentrale ging an die Rewe Group.
Metro veräußerte im Februar 2009 die Adler Modemärkte an die Beteiligungsgesellschaft BluO.

Logo der Metro Group von 2010 bis 2016

Anlässlich der Bilanzpressekonferenz im März 2010 wurde der Öffentlichkeit ein neues Logo der Handelsgruppe vorgestellt. Durch die gestalterische Orientierung am Logo der Metro-Cash-&-Carry-Märkte sollte nach Aussage der Unternehmensvertreter auch mehr Kundennähe signalisiert werden. Die veränderte Corporate Identity war zudem Ausdruck der neuen, durch das Reorganisationsprogramm „Shape 2012“ initialisierten Konzernstruktur.
Ende 2010 zog sich Metro mit der Vertriebslinie Metro C&C aus Standorten in Rostock, Halle und Berlin zurück. Der Standort Rostock wurde von Handelshof übernommen. Die anderen Großmärkte wurden geschlossen.
Im November gab Metro bekannt, dass der bisherige Vorstandschef Eckhard Cordes zum Jahresende 2011 aus dem Unternehmen ausscheiden werde. Neuer Vorstandsvorsitzender wurde zum 1. Januar 2012 Olaf Koch, zuvor im Vorstand für das Finanzressort zuständig.
Im Jahr 2012 veräußerte Metro die Makro-Filialen in Großbritannien an Booker sowie im Jahr 2014 das Makro Geschäft in Griechenland an Sklavenitis.
Im Herbst 2014 vereinbarte Metro eine internationale Kooperation mit der französischen Handelsgruppe Auchan in Form abgestimmter Verhandlungen mit Großlieferanten und gemeinsamer Beschaffung von Nonfood-Artikeln insbesondere im Bereich der Handelseigenmarken.
Im Juni 2015 gab Metro bekannt, dass der kanadische Handelskonzern Hudson’s Bay die Warenhaustochter Kaufhof für 2,8 Milliarden Euro übernehme.
Im Oktober 2019 gab Metro bekannt, eine strategische Partnerschaft mit dem chinesischen Einzelhandelsunternehmen Wumei Technology Company einzugehen, indem sie ihre gesamte Beteiligung an der Metro China verkaufte und im Gegenzug eine 20-prozentige Beteiligung an dem daraus resultierenden Joint Venture erhielt. Die Transaktion wurde mit 1,9 Milliarden Euro bewertet. Metro China erzielte 2017/18 einen Jahresumsatz von 2,7 Milliarden Euro. Die Gesellschaft hatte ihren Sitz in Putuo, Schanghai, und wurde von Claude Sarrailh als CEO geleitet.
Metro vor der Aufteilung (2017)
Die historische Metro, vor der Abspaltung von Ceconomy (im Jahr 2017) und Verkauf von Kaufhof (im Jahr 2015), war in vier Vertriebslinien untergliedert. Die größten Umsatzbringer werden in der folgenden Tabelle dargestellt (mit Umsatzangaben für 2011):
| Name                   | Typ                     | Umsatz (2011) in Millionen Euro | Mitarbeiter (2011) |
| ---------------------- | ----------------------- | ------------------------------- | ------------------ |
| Cash & Carry           | Cash & Carry Großhandel | 31.155                          | 126.350            |
| Media Markt und Saturn | Elektrohandelsketten    | 20.604                          | 65.904             |
| Real                   | SB-Warenhaus            | 11.230                          | 62.504             |
| Kaufhof                | Warenhäuser             | 3.450                           | 23.768             |

### Aufteilung (2016–2017)

#### Vorgeschichte
Erich Kellerhals und seine Frau Helga eröffneten 1979 zusammen mit dem ehemaligen Karstadt-Abteilungsleiter Walter Gunz den ersten Media Markt und bauten daraus zusammen mit dem Einzelhandelskaufmann Leopold Stiefel eine Kette auf. Die Mehrheit der Anteile haben sie 1988 an den damaligen Kaufhof veräußert, der seinerseits die Saturn-Märkte mit in die Verbindung einbrachte und der 1996 von Metro übernommen wurde. Im Zuge der Eingliederung hatte Kellerhals das weitgehende Mitentscheidungsrecht über Media-Saturn, das Unterhaltungselektronikgeschäfts der Gruppe, eingeräumt bekommen – ab 2010 kam es zu wiederholten Spannungen zwischen Metro und Kellerhals über die  Geschäftspolitik der Gruppe, die auch auf den Börsenkurs drückte.

#### Abspaltung
Am 30. März 2016 kündigte der Vorstand an, Metro aufzuspalten. Dabei sollten die Sparten Elektronik (Media Markt und Saturn) und Lebensmittel (Real und Metro C&C) voneinander getrennt werden. Das Lebensmittel-Segment wurde anschließend in die Tochtergesellschaft Metro Wholesale & Food Specialist AG ausgegliedert, die 2006 als LEDA Unternehmens-Verwaltungs GmbH von Walmart übernommen worden war.
Am 6. Februar 2017 stimmten die Aktionäre fast einstimmig der geplanten Aufteilung zu.
Mit Eintragung ins Handelsregister wurde am 12. Juli 2017 die Metro Wholesale & Food Specialist AG von der Metro abgespalten. Jedem Besitzer von Stamm- oder Vorzugsaktien der Metro AG wurden dabei im Verhältnis 1:1 Stamm- und Vorzugsaktien der Metro Wholesale & Food Specialist AG zugeteilt, die am nachfolgenden Tag im Segment Prime Standard der Frankfurter Wertpapierbörse sowie an der Börse Luxemburg notiert wurden. Abschließend wurde die bisherige Metro AG in Ceconomy AG umbenannt, und die Metro Wholesale & Food Specialist AG in Metro AG.

### Entwicklung ab 2017

#### Verkauf von Real
Im September 2018 gab Metro bekannt, die Supermarktkette Real verkaufen zu wollen. Das Unternehmen wolle sich künftig ganz auf den Großhandel fokussieren. Im Mai 2019 gab Metro exklusive Verhandlungen über einen Verkauf von Real als Ganzes bis zum Sommer an ein Konsortium um die Redos-Gruppe bekannt. Anfang Juli 2019 bestätigte das Unternehmen, ein Angebot von dem Immobilieninvestor X+Bricks gemeinsam mit dem Investor SCP Group erhalten zu haben. X+Bricks wurde 2018 von dem früheren CEO der Corestate Capital Group, Sascha Wilhelm, gegründet mit Fokus auf Lebensmittelhandelsimmobilien; die SCP Group (Sistema Capital Partners) ist eine Tochter des russischen Finanzkonzerns Sistema; die beiden Unternehmen hatten sich für das Angebot zusammengeschlossen und sich zudem die Unterstützung von Kaufland gesichert.
Im Dezember 2019 beendete Metro die Verhandlungen mit Redos und führte fortan Gespräche exklusiv mit dem Konsortium aus X+Bricks und SCP Group. Im Unterschied zu Redos beabsichtigt das Konsortium, Real zunächst als Ganzes ohne Minderheitsbeteiligung der Metro zu übernehmen, erst später Teile an Marktteilnehmer zu veräußern und einige Märkte unter dem bisherigen Namen Real weiterzuführen. Der Kauf wurde im Februar 2020 vereinbart und am 25. Juni 2020 abgeschlossen.

#### Einstieg von EP Global Commerce
Im August 2018 verkaufte der historische Aktionär Franz Haniel & Cie. ein Stammaktienpaket (7,3 % der Metro-Aktien) für 316 Millionen Euro mit Option auf den Erwerb des restlichen Haniel-Anteils (15,2 %) an die Gesellschaft EP Global Commerce der beiden Unternehmer Patrik Tkáč aus der Slowakei und Daniel Křetínský aus Tschechien. Am 21. Juni 2019 legte die Aktionärin EP Global Commerce dann ein freiwilliges öffentliches Übernahmeangebot für die Metro vor. Sie bot 16 Euro je Stammaktie und 13,80 Euro je Vorzugsaktie.
Der Metro-Vorstand wies das Angebot als zu gering zurück und empfahl den Aktionären, vorerst keine Anteile an die Bieterin zu verkaufen. Auch die Deutsche Schutzvereinigung für Wertpapierbesitz (DSW) und die Schutzgemeinschaft der Kapitalanleger (SdK) rieten vom Verkauf vorerst ab.
Die Meridian-Stiftung der Familie Schmidt-Ruthenbeck wollte aus grundsätzlichen Erwägungen ihren Anteil nicht verkaufen.
Kurz nach dem Übernahmeangebot verkaufte Ceconomy entsprechend einer bestehenden Option fast alle seiner restlichen Metro-Anteile an die EP Global Commerce.
Auch die Großaktionärin Haniel bekräftigte, ihren verbliebenen Metro-Anteil im Rahmen des als fair bewerteten Angebots an EPGC verkaufen zu wollen. Die Beisheim-Holding äußerte sich zunächst nicht zu ihren Absichten.
Alle gekauften Aktien und Haniel-Optionen zusammengenommen, kam die Investmentgesellschaft EPGC rechnerisch über die Schwelle von 30 %.
Das Übernahmeangebot erreichte bis zum Ende der Annahmefrist dennoch lediglich eine Annahmequote von nur rund 42 %, verfehlte damit die von EPGC gesetzte Mindestannahmequote von 67,5 % deutlich, womit der Übernahmeversuch scheiterte.
Mitte September 2020 kündigte EP Global Commerce (EPGC) ein erneutes freiwilliges Übernahmeangebot, diesmal ohne Mindestannahmeschwelle, an; aufgrund des inzwischen stark gefallenen Aktienkurses wurden 8,48 Euro je Stammaktie und 8,87 Euro je Vorzugsaktie angeboten. Das Unternehmen lehnte den Übernahmeversuch weiterhin ab. Zum Ablauf der Annahmefrist am 30. Oktober 2020 erreichte EPGC einen Anteil von 37,1 % der Stammaktien und verlängerte die Annahmefrist bis zum 17. November 2020. Nach Ablauf der erweiterten Annahmefrist erreichte EPGC einen Anteil von 40,6 % der Stammaktien. Anfang Februar 2025 unterzeichneten Metro und EP Global Commerce eine Vereinbarung, um das Unternehmen von der Börse zu nehmen. Zu dem Zeitpunkt hielt EP Global Commerce bereits 49,99 Prozent der Anteile der Metro. Die weiteren Ankeraktionäre der Metro AG, Beisheim und Meridian, haben eine Vereinbarung mit EP Global Commerce geschlossen, dass sie weiter in der Metro investiert bleiben wollen.

#### Sonstige Entwicklung ab 2019
Von 2019 bis 2021 war Metro in Myanmar vertreten.
Im August 2019 verkaufte Metro eine Mehrheit von 80 % an den Aktivitäten in China für rund 1,5 Milliarden Euro an die Wumei Technology Group; die Transaktion wurde im April 2020 abgeschlossen.
Im September 2019 investierte Metro über seine Investmenttochter, LeadX Capital Partners, in das schwedische Unternehmen Matsmart, das online mit hohen Rabatten Lebensmittel verkauft, die sonst weggeworfen worden wären.
Im gleichen Monat startete Metro einen Online-Marktplatz für Gastronomie-, Hotel- und Catering-Kunden, über den es gemeinsam mit Partnern Produkte aus dem Non-Food-Bereich anbietet.
Anfang Oktober 2020 erwarb Metro den portugiesischen Lebensmittel-Lieferanten Aviludo Group. Im Dezember desselben Jahres wurde die Übernahme von Davigel Spanien vom US-Großhändler Cisco verkündet, der überwiegend Händler auf den Balearen und den Kanarischen Inseln beliefert.
Anfang Dezember 2020 erhielt Metro ein A-Rating des Carbon Disclosures Projects im Bereich Klima. Bereits im August 2020 kündigte Metro an, dass Olaf Koch sein Amt als Vorstandsvorsitzender zum Ende des Jahres 2020 niederlegt.
Im Januar 2021 übernahmen die Vorstandsmitglieder Christian Baier (CFO) und Rafael Gasset (COO) gemeinsam die Position des Vorstandsvorsitzenden (CEO) für eine Interimszeit. Anfang Februar 2021 bestellte der Aufsichtsrat der Metro Steffen Greubel zum neuen Vorstandsvorsitzenden; er tritt seine neue Position zum 1. Mai 2021 an. Im August 2021 kündigte Metro an, das operative Großhandelsgeschäft in Japan mit 10 Märkten und Belieferungsgeschäft bis Ende Oktober 2021 zu beenden. Im September 2021 kündigte Metro an, das Belieferungsgeschäft in Myanmar bis Ende Oktober 2021 zu beenden. Im September 2021 kündigte Metro an, über ihre Gesellschaft in Österreich neun Großhandelsmärkte der C&C Abholgroßmärkte GmbH (AGM), das dazugehörige Belieferungsgeschäft und die Firmenzentrale in Salzburg von der Rewe Group zu übernehmen. Im Jahr 2022 hat Metro Österreich 700 Alnatura-Produkte, als Handelspartner des Bio-Unternehmens Alnatura Österreich, ins Sortiment aufgenommen. Trotz der Invasion der Ukraine durch Russland 2022 setzt die Metro Russland ihre Geschäftstätigkeit fort. Im Juni 2022 hat Metro das belgische Geschäft an Bronze Properties S.à r.l. verkauft. Das Immobilienportfolio von 11 Standorten verblieb bis Anfang 2025 bei Metro. Im Oktober 2022 ist Metro Ziel eines Cyberangriffs geworden mit teilweisem Ausfall der IT-Infrastruktur bei mehreren technischen Diensten. Im Mai 2023 veräußerte Metro ihr Geschäft in Indien an Reliance Retail Ventures. Im Mai 2023 erwarb Metro für circa 100 Mio. Euro die Johbeco AB und expandierte damit nach Schweden und Finnland. Deren Tochtergesellschaft Johan i Hallen & Bergfalk ist ein schwedischer Spezialanbieter für Fleisch, Fisch und Meeresfrüchte. Im Mai 2025 erwarb Metro die in Nürnberg ansässige GVS Group. Die GVS ist ein deutsches Foodservice-Unternehmen mit Fokus auf die Belieferung von Systemgastronomie-Kunden.

## Entwicklung der Eigentumsverhältnisse und Börse
An der Metro waren bis August 2007 Otto Beisheim mit 18,8 Prozent, die Franz Haniel & Cie. GmbH mit 18,4 Prozent und die Familie Schmidt-Ruthenbeck mit 13,0 Prozent beteiligt. Es bestand eine Vereinbarung, dass die drei „Alteigentümer“ zusammen über 50 Prozent der Aktien halten müssen. Anfang September 2007 gab Haniel bekannt, dass sie ihren Anteil um 15,68 Prozent auf 34,24 Prozent erhöht hat. Gleichzeitig hat die Familie Schmidt-Ruthenbeck ihren Anteil auf 15,77 Prozent erhöht. Somit halten diese beiden Gesellschafter 50,01 Prozent der Aktien. Gemeinsam mit den 18,46 Prozent von Otto Beisheim hielten die Altgesellschafter somit 68,47 Prozent an Metro. Die Aufstockung der Aktienanteile durch die anderen beiden Altgesellschafter veranlasste Otto Beisheim (1924–2013) dazu, aus dem vorhandenen Poolvertrag auszusteigen. Anfang Oktober 2009 wurde bekannt, dass Otto Beisheim 17 Millionen Aktien für rund 600 Mio. Euro verkauft habe. Damit hat er seinen Anteil von rund 18,5 Prozent auf rund 13 Prozent vermindert. Zu Ende Oktober 2014 löste Haniel den Poolvertrag mit Schmidt-Ruthenbeck auf. Im Juni 2015 waren die Aktien wie folgt verteilt: Haniel rund 25 Prozent, Schmidt-Ruthenbeck rund 16 Prozent, Gesellschafterstamm Beisheim 9,1 Prozent und im Streubesitz 50,1 Prozent.
Im August 2018 verkaufte Haniel ein Stammaktienpaket (7,3 % der Metro-Aktien) für 316 Millionen Euro an die Gesellschaft EP Global Commerce, die den beiden Unternehmern Patrik Tkáč (47 %) und Daniel Křetínský (53 %) gehört. Ihnen wurde zudem eine Option auf den Erwerb des restlichen Haniel-Anteils (15,2 %) eingeräumt, woraufhin diese ein Übernahmeangebot veröffentlichten; dabei sicherten sie sich auch die von Ceconomy gehaltenen Aktien – nachdem das Angebot gescheitert war, reduzierte EP Global seinen Anteilsbesitz auf knapp unter 30 %, der Anteil, bei dem ein Pflichtangebot fällig gewesen wäre. Nach einem erneuten Übernahmeangebot, welches im November 2020 endete, hielt EP Global Commerce rund 37 und Ende Dezember 40,6 Prozent der Anteile. Im März 2021 kündigte die Deutsche Börse den Wechsel der Metro vom MDAX in den SDAX an. Im April 2025 beantragte Metro das Delisting von der Börse Frankfurt. Daraufhin widerrief die Frankfurter Wertpapierbörse die Zulassung des Unternehmens für den SDAX und die Notierung wurde mit Ablauf des 16. April 2025 beendet.

### Aktionärsstruktur
(Stand: 23. April 2025):
| Anteil  | Anteilseigner                                             |
| ------- | --------------------------------------------------------- |
| 68,17 % | EP Global Commerce                                        |
| 24,99 % | Meridian Stiftung (Schmidt-Ruthenbeck) / Beisheim Holding |
| 6,84 %  | Streubesitz                                               |

## Kennzahlen
Die Unternehmenskennzahlen haben sich wie folgt entwickelt:
| Jahr                                | 2016/17 | 2017/18 | 2018/19 | 2019/20 | 2020/21 | 2021/22 | 2022/23 | 2023/24 |
| ----------------------------------- | ------- | ------- | ------- | ------- | ------- | ------- | ------- | ------- |
| Umsatz (in Mio. Euro)               | 37.140  | 29.476  | 27.082  | 25.632  | 24.765  | 29.754  | 30.551  | 31.029  |
| Ergebnis nach Steuer (in Mio. Euro) | 345     | 348     | −115    | 471     | −45     | −331    | 439     | −125    |
| Anzahl Mitarbeiter                  | 155.082 | 117.078 | 101.654 | 97.639  | 95.141  | 94.944  | 91.201  | 87.810  |

## Unternehmensstruktur
Seit Juni 2017 führt die Metro AG als zentrale Managementholding den Metro-Konzern. Das Kerngeschäft Großhandel mit 678 Märkten (Stand Mai 2020) wird im Geschäftsbereich Metro Wholesale geführt. Darunter teilt sich das Geschäft in die Regionen Metro Deutschland, Metro Westeuropa (ohne Deutschland), Metro Russland, Metro Osteuropa (ohne Russland) sowie Metro Asien auf. Zum Geschäftsbereich Wholesale zählen auch Metros Lieferservices (METRO Lieferservice, Classic Fine Foods, Pro à Pro und Rungis Express), die das Unternehmen in 10 Ländern anbietet.
Im Geschäftsbereich Others (Sonstige) fasst Metro vor allem seine Aktivitäten im Digitalisierungsbereich zusammen, wo digitale Lösungen für die Gastronomie entwickelt werden. Zusätzlich werden in dem Geschäftsbereich die Dienstleistungen des Unternehmens im Immobiliensektor, der Logistik, IT, Werbung und Beschaffung zusammengefasst.
| Metro             | Metro                               | Metro          | Metro                           | Metro       | Metro                                                                                                 |
| ----------------- | ----------------------------------- | -------------- | ------------------------------- | ----------- | --- |
| Metro Deutschland | Metro Westeuropa (ohne Deutschland) | Metro Russland | Metro Osteuropa (ohne Russland) | Metro Asien | sonstige: - DISH Digital Solutions - Metro Markets - Metro Properties - weitere Servicegesellschaften |

## Rechte am Namen „Metro“
In verschiedenen Verfahren versuchte Metro, ihre Nutzungsrechte für den Begriff „Metro“ zu sichern. Die niedersächsische Eisenbahngesellschaft MetroRail musste sich in Metronom Eisenbahngesellschaft mbH umbenennen, darf ihre Züge jedoch weiterhin Metro nennen. Auch der Metrorapid-Nachfolger MetroExpress wurde nach Klageandrohung umbenannt. In Nabburg (Oberpfalz) wurde die Diskothek Metro verklagt und musste sich umbenennen. Klagen gegen die Berliner Verkehrsbetriebe (BVG), die Hamburger Hochbahn (HHA), den Hamburger Verkehrsverbund (HVV) und die Münchner Verkehrsgesellschaft (MVG) wegen des Namens Metro-Bus für einige Hauptbuslinien wurden in erster Instanz abgewiesen. Die zweite Instanz hat die Urteile zwar bestätigt, jedoch die Nutzungsmöglichkeiten der Verkehrsbetriebe für den Namen Metro deutlich eingeschränkt. Der BGH bestätigte im Jahr 2008 die Urteile der Vorinstanzen. Im Ruhrgebiet musste das Fahrradverleihsystem Metrorad Ruhr in Metropolradruhr umbenannt werden. Ebenso wurden Privatpersonen abgemahnt, wie beispielsweise ein 17-jähriger U-Bahn-Fan, der die Domain nuernberg-metro.de besaß.
Angesichts eines drohenden Markenkonfliktes benannte das Unternehmen Microsoft seine Benutzeroberfläche Metro im Computerbetriebssystem Microsoft Windows 8 um.

## Kritik
Im Mai 2009 machte Metro Schlagzeilen, weil im Dezember 2008 in dem Zulieferbetrieb R.L. Denim in Bangladesch eine 18-jährige Arbeiterin gestorben war, deren Tod in Verbindung mit den Arbeitsbedingungen in dem Betrieb gestellt wurde. Metro stellte den Zusammenhang in Frage und kündigte das Geschäftsverhältnis mit dem Betrieb.
Die Gewerkschaft NGWF (National Garment Workers Federation) in Bangladesch setzte sich daraufhin mit der Kampagne für Saubere Kleidung in Verbindung. Seit Mai 2009 übte diese gemeinsam mit dem Verein Christliche Initiative Romero, Verdi und dem National Labor Committee öffentlich Druck auf Metro aus, so dass der Konzern am 18. Juni 2009 einer Wiederaufnahme der Geschäftsbeziehungen mit R.L. Denim zustimmte. R.L. Denim hatte zwischenzeitlich die Arbeitsbedingungen in der Fabrik verbessert.
Im Februar 2015 berichtete Der Spiegel, dass Metro entgegen einer Selbstverpflichtung aus dem Jahr 1999 weiterhin Produkte aus Tropenhölzern ohne FSC-Zertifizierung für nachhaltige Forstwirtschaft beziehe. So arbeitete das Unternehmen danach mit einem asiatischen Konzern zusammen, „der riesige Regenwaldflächen in Indonesien zerstört hatte“. Die selbstauferlegte Einschränkung ist offenbar bis ins Jahr 2015 hinein unterlaufen worden. „Die verwendeten Hölzer … kommen alle aus dem tropischen Zentral- und Westafrika. 50 bis 90 Prozent der Bäume dort werden laut Interpol illegal geschlagen. Zudem stehen fast alle Hölzer auf der Roten Liste der gefährdeten Arten, sechs Produkte waren falsch deklariert.“
Metro hält auch nach dem russischen Überfall auf die Ukraine seit 2022 an seinem Russland-Geschäft fest. Kritiker bemängeln, dass der Großhändler damit den Angriffskrieg gegen die Ukraine mitfinanziere.

## Sonstiges
- Der Metro-Betrug war ein Betrugsfall, der sich 1980 in der Bundesrepublik Deutschland zum Nachteil der Metro ereignete.
- Ab 2009 sponsorte Metro den jährlich stattfindenden Düsseldorf-Marathon. Im November 2021 beendete Metro das Sponsoring.
- Metro war Namensgeber und Sponsor der DEG Metro Stars (inzwischen wieder Düsseldorfer EG).
- Die Betriebskrankenkasse der Metro AG (Metro AG Kaufhof BKK) ging im Juli 2009 in der KKH-Allianz auf.
- Im Januar 2022 wurde Metro Ernährungspartner von Fortuna Düsseldorf.[120]
- 2022 wurde Metro neuer Hauptsponsor des Gourmet Festivals in Düsseldorf.[121][122][123]